# Дугин, Алексей Семёнович
Алексей Семёнович Дугин (14.09.1904 — 12.11.1966) — во время Великой Отечественной войны командир 1-й железнодорожной бригады, полковник. Герой Социалистического Труда (1943).
Родился в Казани в рабочей семье. Окончил четыре класса городской школы и два курса педагогического техникума. В 1923 году добровольно вступил в ряды Красной Армии и был направлен в Казанскую военно-инженерную школу, но на следующий год переведен в Петроград.
После окончания в 1927 году Ленинградской военно-инженерной школы служил в железнодорожном полку командиром взвода, а затем роты. После окончания Военно-транспортной академии имени Кагановича с 1938 года служил старшим инженером учебно-опытного железнодорожного мостового полка ( по другим данным - выпускник инженерно-командного факультета ВИА им. В.В. Куйбышева (1933-1939).
В 1939 году майор Дугин был назначен командиром 1-го отдельного железнодорожного мостового батальона, дислоцировавшегося в Белоруссии. С первых дней Великой Отечественной войны батальон майора Дугина вёл заградительные работы, эвакуировал в тыл оборудование, взрывал мосты и дороги.
Затем бригада, в которую входил батальон Дугина, получила приказ о срочной передислокации в Ленинград. Части бригады сдерживали немецко-финские войска на Карельском перешейке, обороняя железнодорожные пути на Белоостровском и Васкеловском направлениях, удерживая рубеж по берегу Финского залива.
Военный совет Ленинградского фронта поставил задачу — продлить и реконструировать Иринейскую линию к берегу Ладоги, куда выходил «Дорога жизни». Предстояло построить здесь зимой причал и железнодорожные слипы — спуски в воду ж/д путей. Эту задачу выполнила 9-я ж/д бригада, в состав которой входил и мостовой батальон майора Дугина.
В июле 1942 года подполковник Дугин был назначен командиром 1-й железнодорожной бригады. Подразделения бригады восстанавливали разрушенные пути и мосты в верховьях Волги.
В марте 1943 года войсками Западного фронта была освобождена Вязьма. Туда прибыла бригада Дугина. Нужно было восстанавливать узел пяти направлений, а в первую очередь — линию к Смоленску. После восстановления станции Вязьма бригада Дугина вместе с спецподразделениями Наркомата путей сообщения, идя вслед за наступающими войсками, восстанавливала путь от Думиничей на Березовский. Первый перегон между Думиничами и Паликами с большим мостом через Жиздру удалось поднять из руин с 18 по 24 июля за шесть дней, со скоростью три километра в сутки.
Осенью 1943 года 1-ю железнодорожную бригаду срочно перебросили на восстановление узла г. Смоленск, освобожденного 25 сентября. Уже 7 октября на станции Смоленск был принят первый поезд, а через два дня на участке Дорогобуж-Смоленск было открыто постоянное движение.
Указом Президиума Верховного Совета СССР от 5 ноября 1943 года «за особые заслуги в деле обеспечении перевозок для фронта и народного хозяйства и выдающиеся достижения в восстановлении железнодорожного хозяйства в трудных условиях военного времени» полковнику Дугину Алексею Семёновичу присвоено звание Героя Социалистического Труда.
В конце 1944 года часть А. С. Дугина в составе 3-го Белорусского фронта действовала в Восточной Пруссии. Здесь при восстановлении железнодорожного пути на направлении Гумбиннен-Инстербург-Кенигсберг бойцами бригады были выполнены очень важные и сложные работы по перешивке пути на союзную колею.
Поставленная задача была успешно выполнена. На третий день после взятия Кенигсберга туда пришёл первый поезд по отечественной колее. В конце апреля все железнодорожные пути в полосе 3-го Белорусского фронта были восстановлены.
За успешные действия в операции по овладению Кенигсбергом 1-й железнодорожной бригаде было присвоено почётное наименование «Кенигсбергской». Она была награждена орденом Александра Невского.
После окончания боевых действий 1-я железнодорожная бригада была переброшена в Казахстан, на реконструкцию участка Акмолинск-Караганда. Затем её направили к Байкалу, где требовалось проложить путь выше Кругобайкальской дороги, сократить количество тоннелей и длину пути.
До 1951 года полковник Дугин командовал своей бригадой, а затем служил в управлении железнодорожных войск и заместителем командира 6-го корпуса по тылу.
В 1957 году по состоянию здоровья уволен в запас. Жил в Ленинграде.
Алексей Семёнович Дугин умер 12 ноября 1966 года. Он награждён золотой медалью "Серп и молот", двумя орденами Ленина, двумя орденами Красного Знамени, орденами Александра Невского, Красной Звезды, медалями; знаком «Почетный железнодорожник».